# アホ・ブランコ
アホ・ブランコ（スペイン語: ajoblanco、またはajo blanco）はスペインのアンダルシア地方の伝統的なスープ料理。アーモンド、ニンニク、オリーブオイルなどを用いる白い冷製スープである。白いガスパチョとも呼ばれる。カタカナ表記としてはアホブランコもある。

## 概要
アホ・ブランコとは「白いニンニク」を意味する。イスラム教徒の影響を受けた料理と言われている。
かつては生アーモンドを乳鉢ですりつぶして作っていたが、現在では市販のアーモンドミルクから作ったり、アーモンドパウダーを用いて作ることも多い。
スペインではブドウ、マスカットを入れて食されることが定番となっている。

## レシピの例
以下にレシピの例を示す。
材料
- すりおろしたニンニク
- アーモンドパウダー
- パン
- 水
- オリーブオイル
- シェリービネガー
- 塩
- 白胡椒
- マスカット

作り方
1. ニンニク、アーモンドパウダー、パン、水をミキサーなどでなめらかになるまで撹拌する。
2. オリーブオイルを加え、シェリービネガー、塩、白胡椒で味を調える。
3. 冷蔵庫で冷やす。
4. マスカットをトッピングする。

## 関連
- ガスパチョ